# Mid-century modern

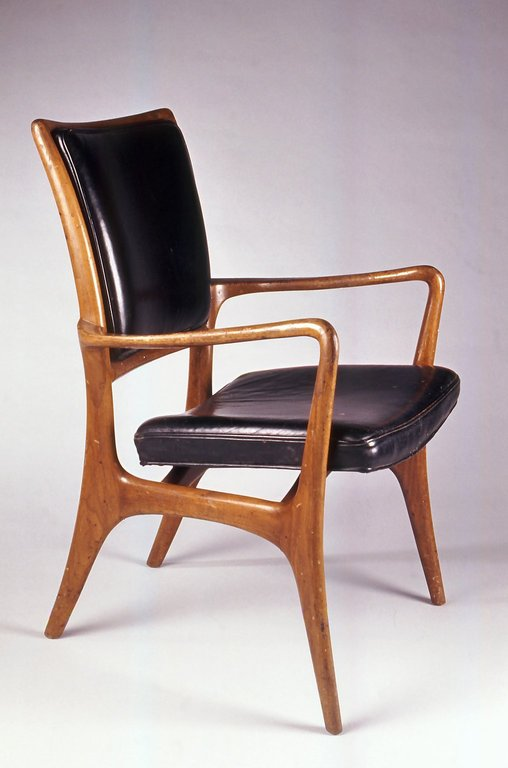
Lehnstuhl von Vladimir Kagan, 1953

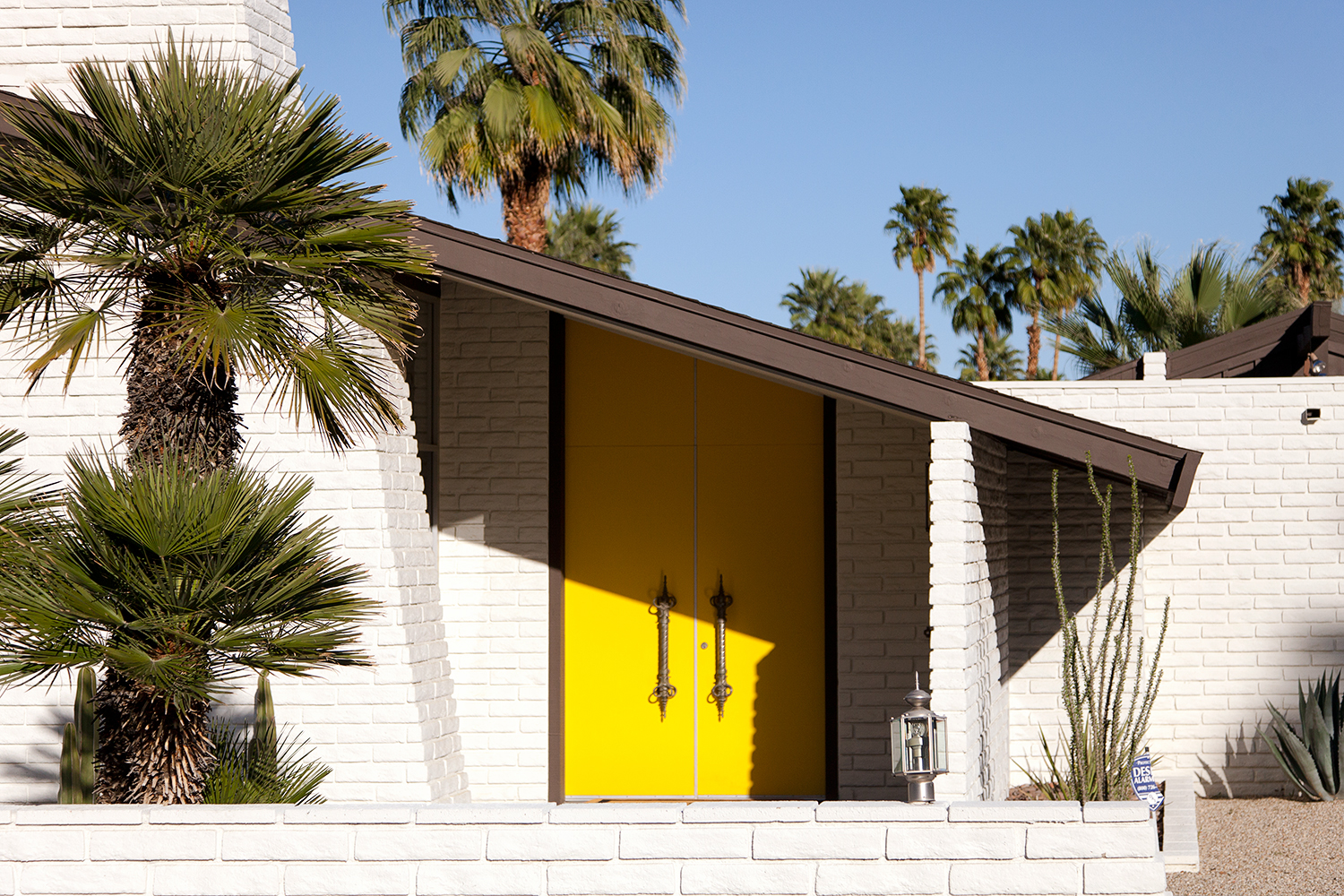
Wohnhausfassade im Stil des Mid-century modern, Palm Springs (Kalifornien)

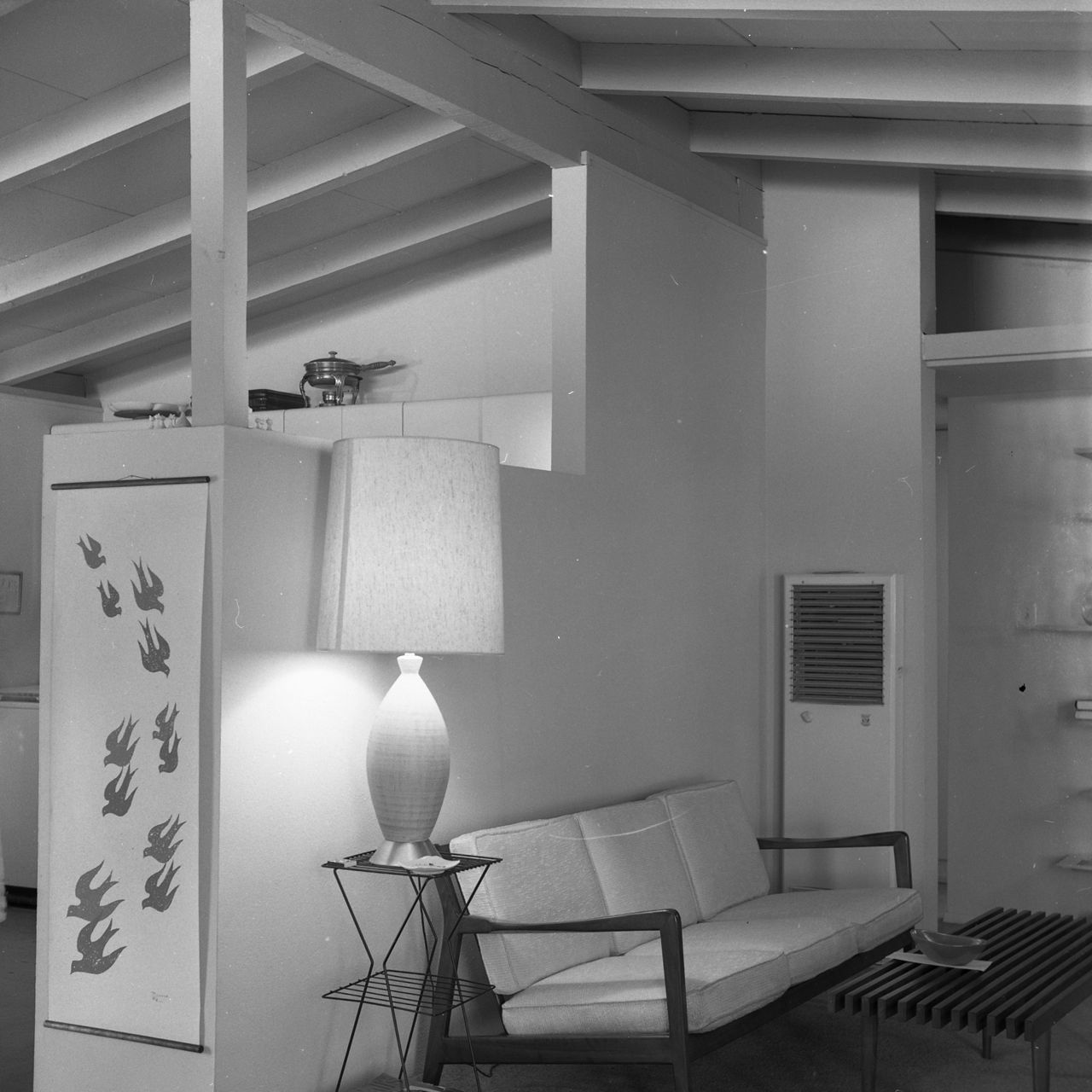
Wohnhaus in Tujunga (Kalifornien). Teil des Wohnzimmers mit offenen Dachträgern, mit Wandbehang und Wandheizung, 1960

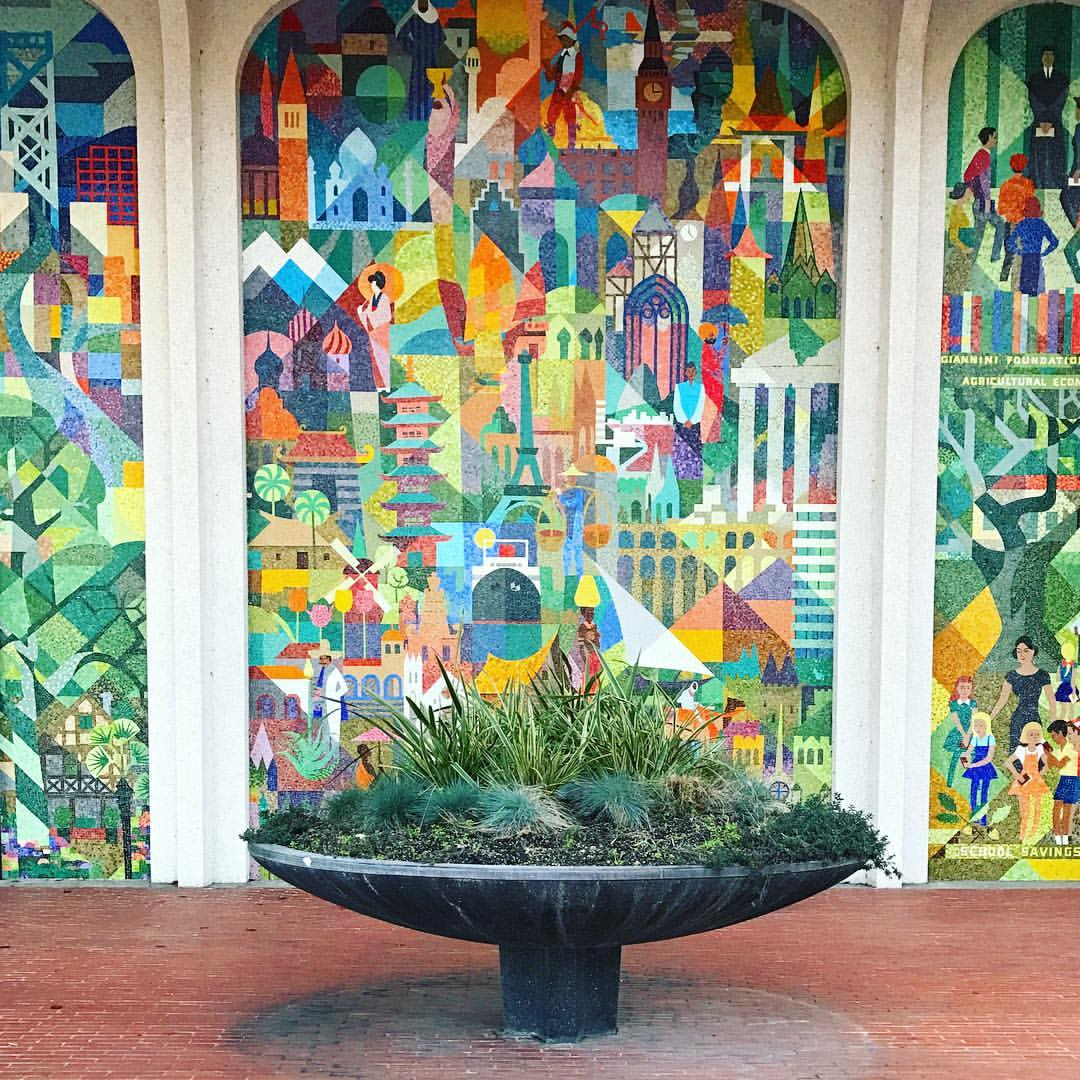
Mosaik-Wandbild in San Mateo (Kalifornien) von 1963, entworfen von Louis Macouillard, umgesetzt von Alfonso Pardinas

Mid-century modern [ˈmɪd-ˈsɛnʧʊri ˈmɒdə[r]n] ist ein moderner Stil der Formgestaltung in Architektur und Möbeldesign etwa im mittleren Drittel des 20. Jahrhunderts, der sich vor allem durch klare Linien, organische Formen und teilweise stromlinienförmige Gestaltung ohne detaillierte Ausschmückung auszeichnete. Insbesondere in den Vereinigten Staaten von Amerika, Kanada, Australien und Neuseeland fand die Stilrichtung weite Verbreitung.
Bezogen auf den deutschen Sprachraum wird der Stil auch Nachkriegsmoderne bezeichnet.

## Zeitliche und örtliche Eingrenzung
Die zeitliche Verortung von Mid-century modern ist nicht einheitlich definiert. In der Literatur beschränken einige Autoren die Ära auf die Jahre 1947 bis 1957, andere auf die Jahre 1950 bis 1965. Die amerikanische Journalistin Cara Greenberg benutzte den Begriff Mid-century modern erstmals im Titel ihres 1983 erschienenen gleichnamigen Überblickwerks über die Designbewegung in den Vereinigten Staaten, in dem sie sich auf die Möbel der 1950er Jahre konzentrierte. Auch in Kanada, Australien und Neuseeland hatte sich die beschriebene Stilrichtung verbreitet.
In einem breiteren Kontext ist Mid-century modern ein Begriff für Architektur, Innenarchitektur, Produkt- und Grafikdesign, der das moderne Design der Mitte des 20. Jahrhunderts von den 1930er bis in die 1960er Jahre beschreibt. Die bei Kunstwissenschaftlern und Museen weltweit anerkannte Designbewegung knüpfte an die Moderne des Bauhauses und Le Corbusiers an.

## Ausprägung
Der Mid-century modern-Stil war durch klare Linien sowie sanfte organische Kurven und geometrische Formen gekennzeichnet. Funktionalität ersetzte kunstvolle Ornamente; die Form sollte der Funktion folgen. Hierbei setzten die zeitgenössischen Designer Materialien und Farben ein, die periodenspezifischen Wiedererkennungswert hatten. Werkstoffe waren nun (gerne auch kontrastierend) Kunststoff, Vinyl, Glas, Plexi- und Acrylglas, Furnier, Sperrholz, Massivholz und Aluminium; die Farbgebungen variierten von neutral bis gewagt; Schwarz-Weiß wurde aus Gründen des grafischen Kontrasts meist ohne Grautöne verwendet.
Große Teile der amerikanischen Bevölkerung verfügten bedingt durch die florierende US-Wirtschaft nach dem Zweiten Weltkrieg über starke Konsumkraft. Der Optimismus, die Konsumfreude, die neuen Techniken und Materialien, gepaart mit der Schaffenslust der Designer hatten den Effekt eines gesellschaftlichen Aufatmens. Es bestand eine große Nachfrage nach neuen, erschwinglichen und schnell baubaren Wohnhäusern samt modernen Einrichtungsgegenständen. Modelle konnten erstmals in Massen produziert werden, was eher als Vorteil gesehen wurde.
Cara Greenberg beschrieb: „Die frühen 1950er Jahre waren nicht das erste Mal, dass der amerikanischen Öffentlichkeit moderne Möbel angeboten wurden, aber es war das erste Mal, dass das Publikum um den Häuserblock Schlange stand um sie zu kaufen. Und sie kauften, mit dem harten Bargeld des Nachkriegswohlstands, angetrieben von einem plötzlichen unersättlichen Hunger nach fließenden, parabolischen, amöbischen Kurven; nach lang und tief gezogenen Linien; ohne ornamentale Verzierung; aus Materialien, die noch vor kurzem nur in Flugzeugfabriken zu finden waren.“ Das Design sei wie gemacht gewesen für junge Familien. „Es war bequem, kindersicher und so dimensioniert, dass es in die kleineren Nachkriegshäuser und -apartments passte.“ Man konnte sie sich leisten, wenn vielleicht auch nicht in jedem Raum. Außerdem habe man nicht zwingend ganze Garnituren kaufen müssen. „Vor allem aber war es stylish.“
Mid-century modern entwickelte sich bald zu einer internationalen Stilrichtung, die auch skandinavisches, italienisches, tschechisches und deutsches Design umfasste (siehe auch: Nachkriegsmoderne). Disziplinen waren kaum getrennt; Bildhauer wie Harry Bertoia entwarfen Möbel, genauso wie beispielsweise die Architekten Eero Saarinen, George Nelson, Norman Cherner und Richard Neutra, die ihre neue Art des Bauens gern mit eigenen Entwürfen vervollständigten. In Amerika waren Herman Miller (der auch mit George Nelson sowie Charles und Ray Eames zusammen arbeitete) und Florence und Hans Knoll bekannt als Möbelhersteller der Stilrichtung. Andere bekannte Designer dieser Zeit waren:
| | | | |
| In Amerika - Harry Bertoia - William F. Cody - C. Jeré - Vladimir Kagan - Clement Meadmore - Ludwig Mies van der Rohe - Tommi Parzinger - Karl Springer (Designer) - Edward Wormley In Italien - Gio Ponti - Gaetano Sciolari In der Tschechoslowakei - Jindřich Halabala - Stanislav Libenský und Jaroslava Brychtová | In Skandinavien - Alvar Aalto - Carl-Axel Acking - Yngve Ekström - Poul Henningsen - Arne Jacobsen - Finn Juhl - Grete Jalk - Kaare Klint - Vicke Lindstrand - Verner Panton - Anders Pehrson - Svante Schöblom - Emil Stejnar - Arne Tjomsland - Hans J. Wegner - Illum Wikkelsø | In Deutschland - Helmut Bätzner - Günter Beltzig - Luigi Colani - Egon Eiermann - Jupp Ernst - Hans Martin Freyer - Peter Ghyczy - Knut Hesterberg - Robert Knoll - Peter Maly - Walter Papst - Dieter Rams In der Schweiz - Hans Eichenberger - Vitra (mit der Stilrichtung verbundener Möbelhersteller) | In Australien - Grant Featherston - Clement Meadmore - Douglas Snelling - Fred Ward - Gordon Andrews - Roger McLay - Robin Boyd - Tony Parker (Parker Furniture) - TH Brown - Fred Lowen - Schulim Krimper - Lester Bunbury |

## Bilder von Sitzmöbeln

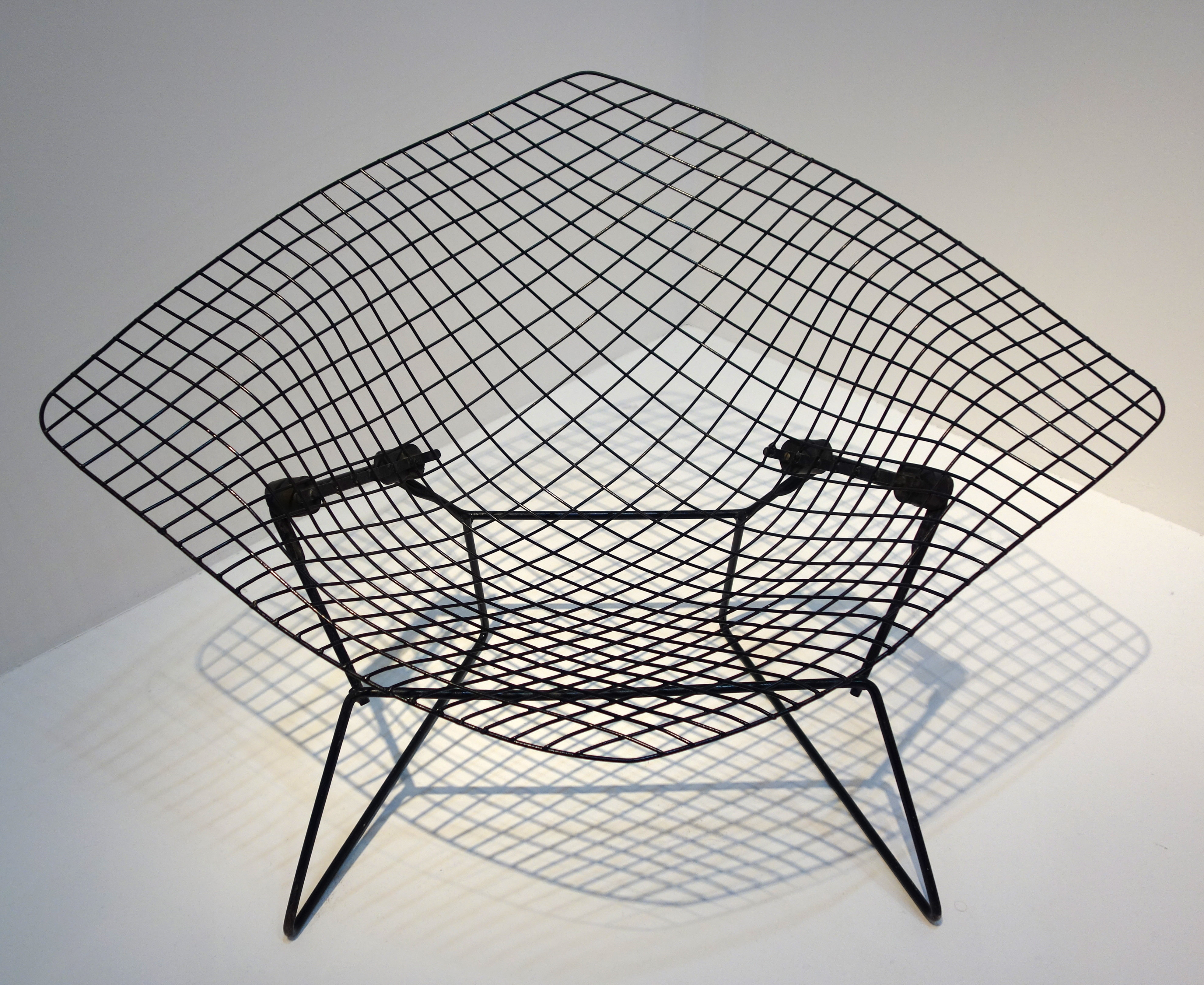
Diamond Chair von Harry Bertoia, 1950
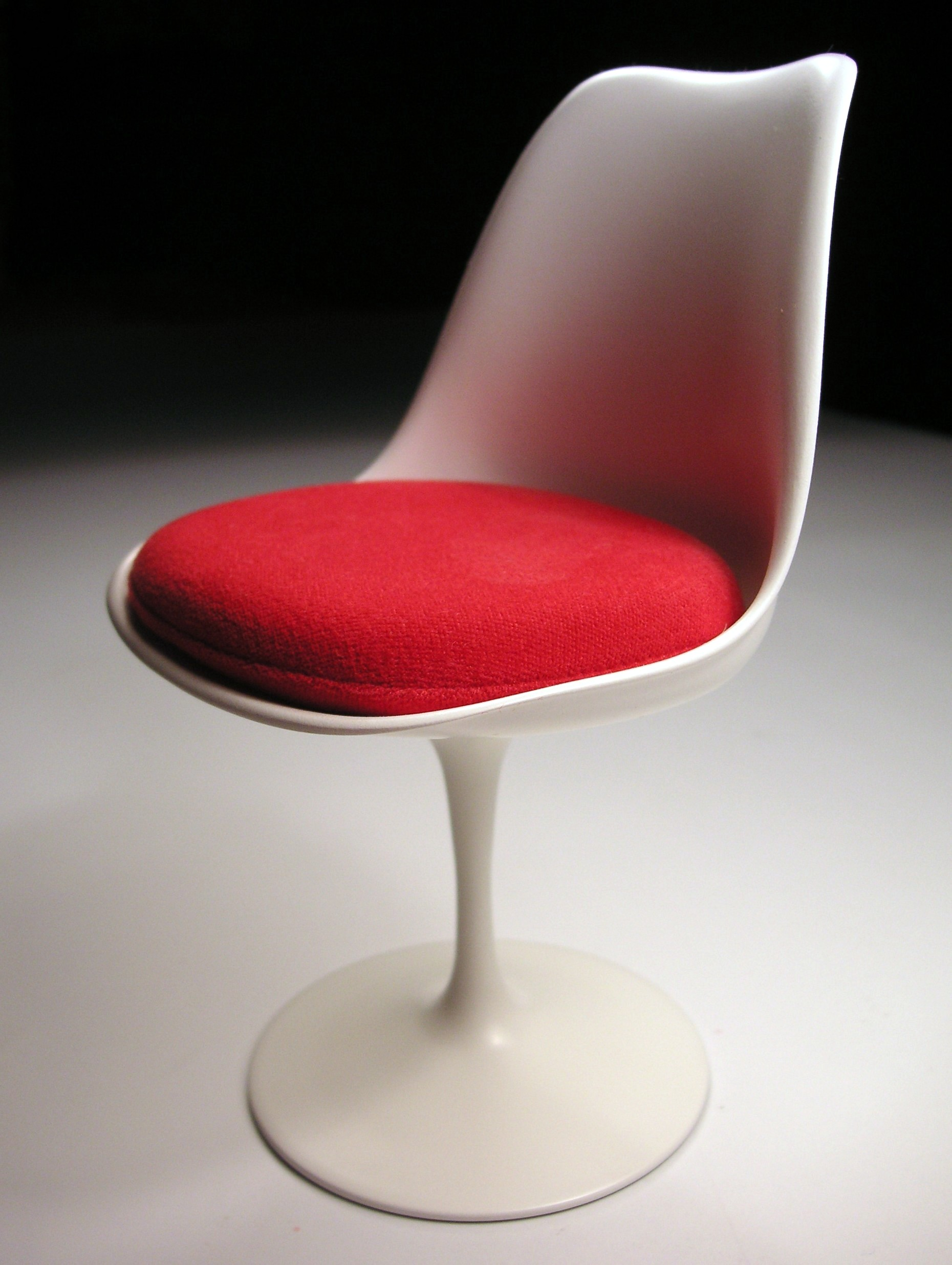
Tulpen-Stuhl von Eero Saarinen, 1955
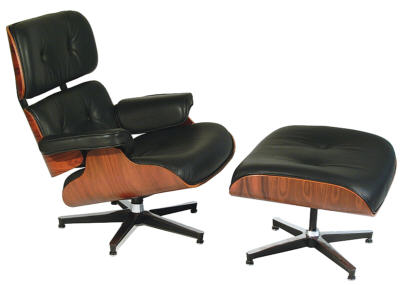
Lounge Chair von Charles und Ray Eames, 1956
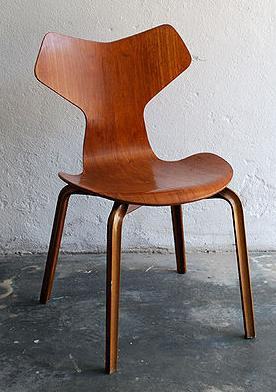
Grand Prix (Stuhl) von Arne Jacobsen, 1957
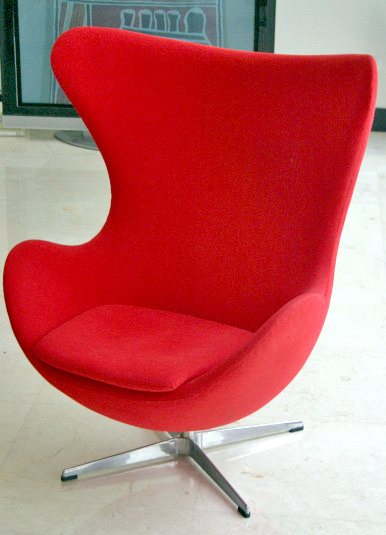
Das Ei, Sessel von Arne Jacobsen, 1958